# 田辺薬品
田辺薬品株式会社（たなべやくひん）は、主に医薬品・一般用医薬品・医療機器を販売していた日本の企業である。本社は大阪府大阪市東区道修町2-4にあった。後身はメディセオ・パルタックホールディンググループの一社「クラヤ三星堂」である。

## 概要
- 代表取締役社長 - 田辺源一郎
- 資本金 - 6千万円
- 従業員 - 256人
- 月商 - 4億3千万円

## 沿革
- 1855年 (安政元年)　田辺源助が「田邊五兵衛商店」（現:田辺三菱製薬）奉公にあがる
- 1918年 (大正07年)　田邊五兵衛商店から別家を許され大阪府大阪市東区道修町3-15にて創業
- 1940年 (昭和15年) 12月　資本金15万円で「田辺薬品株式会社」を会社設立
- 1966年 (昭和41年) 11月　「三星堂」との合併協議開始
- 1967年 (昭和42年) 04月　系列卸外の合併で市場の混乱を招くことから一旦「三星堂」との合併協議白紙化
- 1971年 (昭和46年) 04月　三星堂と企業合併

## 主な取引メーカー
- 山之内製薬（現:アステラス製薬）
- エーザイ
- 日本新薬
- 東京田辺製薬（現:田辺三菱製薬）

## 「峯崎薬品」と「田辺薬品」の合併交渉
- 田辺製薬の系列有力卸として大阪市に「田辺薬品」と「峯崎薬品」（後の明和薬品）が存在した。両社とも創立者は田辺製薬出身者であったが商業圏が重複していたので激しい競争が行われていた。両社共倒れを恐れた「田辺製薬」が昭和33年8月に合併提案を打診したが、両社の利害関係が絡み計画は進展しなかった為、「田辺製薬」は、新販売会社として資本金1000万円で「大阪田辺販売株式会社」を設立した。
- 「峯崎薬品」・「田辺薬品」とも田辺製薬準特約店とされた為、「峯崎薬品」は「田辺製薬」の提案に賛同してきたが「田辺薬品」は拒否し、新会社は「峯崎薬品」が資本金500万円の内400万円を株式買取の形で出資することになり「田辺峯崎」を設立「大阪田辺販売株式会社」は解散した。
- 大阪地区の田辺製薬の特約店は「田辺峯崎」となり「田辺薬品」は販売契約を失う。
- これにより「田辺薬品」は、売上の30％を失うが、他のメーカーの協力で売上を伸ばす。これにより「山之内製薬」を筆頭取引会社となった。

## 「三星堂」・「田辺薬品」・「厚和薬品」の3社による近畿大型合併
武田薬品工業を筆頭取引とする「三星堂」と「厚和薬品」と山之内製薬を筆頭取引とする「田辺薬品」との合併でメーカー構成、品揃えを拡大、また兵庫県を中心としていた「三星堂」と大阪府を中心とした「田辺薬品」・「厚和薬品」の合併により商業圏を拡大し平均月商を22億1千百万円（三星堂単独では16億1千万円）に拡大した。当時の愛知県の「スズケン」の月商20億円を越えて業界トップにたつ。

## 関連会社
- 岡部薬品株式会社 - 大阪市豊島区都島本通2-4-9
- 大阪診療薬品株式会社 - 堺市少林寺3-19
- 東大阪診療株式会社 - 東大阪市御厨664-1